# Jeppe Uggerhøj
Jeppe Uggerhøj (født 1976) er en dansk trompetist og dirigent. Han er uddannet i musikvidenskab og erhversøkonomi fra Aarhus Universitet samt som trompetist fra Det Jyske Musikkonservatorium, hvorfra han også har diplomeksamen i musikpædagogik.
Som trompetist har Jeppe Uggerhøj assisteret hos blandt andet Prinsens Musikkorps, Aarhus Symfoniorkester og Aarhus Sinfonietta.
Jeppe Uggerhøj er leder for Orkester MidtVest samt Fyns Klassiske Talentskole og dirigent for Harmoniorkesteret APO. Han har tidligere været formand for Dansk Amatør Orkesterforbund. I december 2019 blev han ansat som programchef for Musikhuset Aarhus, efter at han I en årrække var programchef i Musikkens Hus i Aalborg.    